# Mario Mas
Mario Mas López (Barcelona, 18 de febrero de 1979) es un músico multiinstrumentista español, guitarrista y laudista, intérprete, arreglista y compositor. Hijo del músico Javier Mas, con quien ha colaborado varios proyectos conjuntos y grabado para otros artistas. Se ha acercado a la música tradicional de diversas culturas del mundo, a la canción de autor, a los trovadores, al clásico, al blues o al flamenco, además de acompañar a multitud de artistas y de realizar conciertos como solista

## Trayectoria artística
Mario Mas se introdujo en la música de la mano de su padre, el guitarrista Javier Mas y de compañeros suyos como Raimundo Amador y Feliu Gasull. Estudió guitarra clásica con Xavier Coll en la Escola d'Arts Musicals Luthier de Barcelona y se inició en la guitarra flamenca con Juan Trillas. Otros referentes importantes en su desarrollo como músico han sido Toti Soler, Carles Trepat y Paco Ibáñez, a quien acompaña habitualmente desde 2008.
Licenciado en Música Tradicional por la ESMUC y también en Biología, su otra vocación, por la Universitat de Barcelona, ha buscado aproximaciones entre el modo de tomarse la música con cierto modo científico. Especialista de la guitarra española solista y de acompañamiento, también toca laúdes españoles (bandurria, laúd y archilaúd en los que es especialista su padre), guitarra de doce cuerdas, cuatro llanero, guitarras acústicas, eléctricas, bajo y batería en los que lo iniciaron Steve de Swardt, Julian Vaughn, Aleix Tobias, Alex Ikot y Dani Forcada.
Mas investiga desde hace años y gracias a los registros sobre todo de Marius de Zayas, Virginia Harrison y Rodrigo de Zayas, o al tipo de flamenco que le descubrió Raimundo Amador, Javier Mas, Paco Ibáñez o compañeros como Carlos Cortés y Raúl Rodríguez, los orígenes de lo que se conoce como toque flamenco, tanto la rama de la escuela del Maestro Patiño transmitida por Manolo de Huelva o Javier Molina, conocida como el toque "a lo barbero" o de "pulgar p'abajo", y la escuela del toque clásico flamenco, representada en el siglo XX por Ramón Montoya por influencia directa de la escuela de Francesc Tàrrega gracias a la figura de Miguel Llobet.
En 2006 participó haciendo un arreglo para coro de la canción "The guests" en el homenaje a Leonard Cohen que se estrenó en Sant Feliu de Guíxols abriendo la gira “Acordes con Leonard Cohen”. En 2011 participó en otro homenaje a Leonard Cohen, esta vez con él presente, en el Teatro Jovellanos de Gijón invitado también por su padre Javier Mas. En 2016 formó parte de la Nova Lira Orfeo Miquel Llobet creada e ideada para el homenaje a Antonio de Torres por el guitarrista y compositor Carles Trepat, invitándolo como intérprete de guitarra y laudón, y también como compositor para la Lira de una pieza dedicada a la escuela de Patiño dedicada a Manolo de Huelva (en la que se rinde homenaje a maestros contemporáneos de esos toques como Raimundo Amador o Dieguito de Morón).
Ha acompañado a músicos como Paco Ibáñez, Toti Soler, Susana Baca, Carles Trepat, Leonard Cohen, Eddie Vedder, Glen Hansard, Jackson Browne, Daniel Viglietti, Abdeljalil Kodsi, Razmik Amyan, Raffaella Carrà, Ramón Gutiérrez, Ignacio de Amparo, El Andorrano, Lole Montoya, Miguel de Pruna, Soleá Morente, Jordi Fornells, Ferran Savall, Arianna Savall, Montserrat Figueras y Jordi Savall, David Campbell, Carlos Cortés Bustamante, Raúl Rodríguez, Pere Martínez, Alexandru Bublitchi, Sílvia Pérez Cruz, Carles Dénia, Eva Dénia, Ester Formosa, Pere Martínez, Miquel Gil, Coetus, Névoa, Juan Quintero, Eliseo Parra, Alex Ikot, Nélida Karr, Chicuelo, Duquende, Kiko Veneno, Martirio, Cathy Claret o Javier Ruibal, entre otros.
Mas presentó en directo a dúo con su padre Javier Mas un homenaje a los toques barberos en Madrid, Zaragoza, Barcelona y Bélgica así como otros proyectos conjuntos con banda. A dúo con el percusionista y cantante Jordi Fornells presentó un espectáculo sobre los cantos primitivos, la poesía, los trovadores, los orígenes comunes de patrones madre como el fandango o el tango, los toques barberos y el blues y publican el disco y cortometraje musical titulados "La O", en formato vinilo con la discográfica Chesapik en noviembre de 2023.
Como pedagogo ha impartido conocimiento en la Escuela de música del Palau, es cofundador de la escuela municipal de Gelida (EMMG), ha trabajado en la Escuela de música de El Papiol, Oriol Martorell, Casa Sors (Fernando Alonso); invitado por Raúl Rodríguez participó en varios encuentros transatlánticos de investigadores antropólogos sobre los orígenes comunes de malagueñas, fandangos y otras danzas, en la Universidad de Riverside, en la Universidad de Veracruz, en Xalapa, y compartieron también junto a Jordi Fornells en Malabo (Guinea Ecuatorial) junto al maestro de la batería Alex Ikot, en la Embajada Española de Malabo, y grabaron con Nélida Karr; Mas también fue docente en los encuentros de música tradicional Ibérica organizados por Coetus en diferentes lugares de la península ibérica.

## Discografía
(Algunos trabajos discogràficos o bandas sonoras en los que ha colaborado como intérprete, arreglista, autor o productor)
- Mas & Rallo “Tamiz” (Harmonia Mundi 2000) Palmas
- Abdeljalil Kodssi “Oulad Fulani Ganga” (Ventilador Music 2006) Guitarra española
- Eduard Iniesta “Andròmines” (Temps Record 2006)  Guitarra española
- “Paco Ibáñez canta a los poetas andaluces” (A flor de tiempo 2008) Guitarra española
- Ferran Savall “Mireu el nostre mar” (Alia Vox 2008) Coproductor artístico, coarreglista, guitarras españolas.
- Arianna Savall “Peiwoh” (Alia Vox 2009) Guitarra española.
- Mariona Font “Madame Picabia” (Satélite K 2009) Coarreglos, guitarras españolas.
- Carles Dénia i la Nova Rimaire “Tan alta com va la lluna” (Comboi Records 2008) Guitarras españolas
- Carles Dénia “El paradís de les paraules” (Comboi Records 2012) Guitarras españolas y coarreglo en “Sseguiu-me al desert, amics”.
- Kiko Veneno “Sensación térmica” (Warner Music Spain 2013)
- Karim Izli “Tizemrin” (Noboo 2014) coproducción, coarreglos, guitarras y laúdes españoles.
- Maria Rodés “María canta copla” (Chesapik 2014) Guitarras españolas, laúd.
- Raúl Rodríguez “Raíz eléctrica” (Altafonte 2017) Guitarras españolas, guitarras eléctricas, palmas.
- Xosé Lois Romero & Aliboria (Raso Estudio 2017) Laúd español
- Anna Ferrer “Tel.lúria”(La Castanya 2017) Guitarras y laúdes españoles.
- Xavier Carles y Xavier Batllés “Desconeguda” (Bitstudi 2017)
- Coetus “de banda a banda” ( Satélite K 2018) coarreglista, guitarras españolas, eléctricas, laúdes, bandúrrias y coro.
- Montse Castellà “Punts de llibre” (A flor de tiempo 2018) Arreglista y guitarra española.
- Carles Trepat banda sonora del documental “La española, la de Torres” (2020) Laudón (o archilaúd) en “Evocación a Almería”.
- Sílvia Pérez Cruz “Farsa (género imposible)” (Universal Music 2020) Guitarra española y laúd
- Sílvia Pérez Cruz banda sonora “Josep” (de Jean-Louis Milesi 2020) Laúdes, bandúrrias, guitarras y palmas
- Jordi Fornells y Mario Mas “La “O” (Chesapik 2023) Coproducción, cocomposición, voz y coros, guitarras españolas y eléctricas, laúdes, bajo eléctrico, arreglos, percusiones, mezclas.
- Perla Batalla “a letter to Leonard Cohen” (Mechuda Music 2024) Guitarras españolas, eléctricas y laúdes.
- Nélida Karr “Mil maneras” (2024) Guitarras españolas